# Горбаренко Володимир Петрович
Володи́мир Петро́вич Горбаре́нко (нар. 9 грудня 1957, смт. Обертин, Івано-Франківська область) — український дипломат і літератор, перекладач.

## Життєпис
Після закінчення факультету романо-германської філології Київського національного університету імені Тараса Шевченка з 1979 по 1986 роки працював у Народній Республіці Мозамбік перекладачем португальської мови, спершу при Міністерстві оборони НРМ, а згодом у державній вугільній компанії «Carbomoc».

З 1986 по 1992 рік — старший інспектор відділу міжнародних зв'язків, викладач Київського державного педагогічного інституту іноземних мов.
Дипломатичну кар'єру розпочав у 1992 році на посаді аташе відділу візової політики Департаменту консульської служби МЗС України. У 1998—2001 рік — віцеконсул, консул Генерального консульства України в Чикаго (США).
На виборах Президента України 14 листопада 1999 року був головою дільничної виборчої комісії виборчої дільниці № 55 при ГКУ в Чикаго.
З 2001 по 2004 рік — заступник начальника Управління кадрів та навчальних закладів — начальник відділу закордонних установ МЗС України.
У 2004—2008 рік — консул, виконувач обов'язків Генерального консула України в Сан-Франциско (США).
З 2008 по 2011 рік — радник Департаменту НАТО, заступник Директора Департаменту персоналу — завідувач відділу закордонних установ МЗС України.
У 2011—2015 рік — Генеральний консул України в Брно, Чехія.
Має дипломатичний ранг Надзвичайного і повноважного посланника першого класу.

## Творчість
Вільно володіє шістьма іноземними мовами: англійською, іспанською, польською, португальською, російською, чеською. Переклав:
- з іспанської: оповідання Франсіско Канделя[5], поезії Антоніо Мачадо,
- з португальської: лірику Міа Коуту, повість Філіпі Мата, вірші та роман Орланду Мендіша.

Володимир Горбаренко — співавтор збірки перекладів іспаномовних авторів «Світло у вікні», яка вийшла у 1986 році в серії «Зарубіжна новела» видавництва «Дніпро» (випуск 47-й,15 000 прим., 288 стор.).
Автор низки статей та есе у періодиці про португаломовні літератури та міжлітературні взаємини Анголи, Кабо-Верде і Мозамбіку. Спеціалізувався на літературі останнього — публікація у 1985 році роману Орланду Мендіша «Манливе марево життя» в перекладі Володимира Горбаренка стала однією з найяскравіших подій у літературному житті України того часу, що особливо відзначив видатний український письменник Роман Андріяшик:
| | ...Спершу після дитинства Африки за Ксав’є Орвілем — про епос міжрасових стосунків — роман «Манливе марево життя» Мендіша. У наші дні, можливо, за браком інформації, не знаходжу тої вершини мистецької совісті, історично продукованого таланту, який дарувала доля Мозамбіку Орландові Мендішу. Без всіляких сентиментальностей це коронний номер у прозі «Всесвіту». ...ПРО РОМАН «Манливе марево життя» можна говорити й говорити, бо це, мабуть, найбільше мистецьке відкриття наших днів. Бездоганна пластика, чудова мова в її значущих основах, досконала структурна побудова твору, афористичність письма, точні характеристики, написано кров’ю серця... |
| — Роман Андріяшик. «Світло і марево життя» // «Літературна Україна» №21 (4170) — 1986. — 22 травня. — С. 3. | |

## Відзнаки
- Почесна грамота Міністерства закордонних справ України (2012).
- Подяка Гетьмана Південноморавського краю Міхала Гашека, Чехія (2014).